# Landquart
Landquart este un râu cu lungimea de 38 km, afluent al Rinului care este situat în cantonul Graubünden, Elveția.

## Date geografice
Râul are izvorul în Alpii Silvretta, ia naștere prin confluarea lui Vereinabach cu Verstanclabach, având un bazin hidrologic cu suprafața de 616 km². Landquart curge pe valea Prättigau (Val Partens), la localitatea Landquart GR se varsă în Rin. Pe traseul cursului său primește apele afluenților pe dreapta: Schanielabach, Schraubach și Taschinasbach, iar pe stânga are afluenții Arieschbach, Furnerbach și Schranggenbach.